# Sébastien Vigier
Sébastien Vigier (ur. 18 kwietnia 1997 w Palaiseau) – francuski kolarz torowy, trzykrotny medalista torowych mistrzostw świata i dwukrotny mistrz Europy.

## Kariera
Pierwsze sukcesy w karierze osiągnął w 2014 roku, kiedy zdobył dwa medale. Najpierw zajął trzecie miejsce w sprincie drużynowym na mistrzostwach Europy juniorów w Anadii, a następnie zdobył srebrny medal w sprincie indywidualnym na mistrzostwach świata juniorów w Gwangmyeong.
W kategorii elite pierwszy medal zdobył na mistrzostwach świata w Hongkongu w 2017 roku, gdzie razem z Benjaminem Edelinem, Quentinem Lafargue i François Pervisem zdobył brązowy medal w sprincie drużynowym. W tym samym roku zwyciężył też indywidualnie i drużynowo w sprincie podczas mistrzostw Europy w Berlinie. W obu tych konkurencjach zdobył brązowy medale na rozgrywanych rok później mistrzostwach świata w Apeldoorn. W zawodach indywidualnych wyprzedzili go jedynie Australijczyk Matthew Glaetzer i Jack Carlin z Wielkiej Brytanii. Następnie zdobywał srebrne medale w sprincie drużynowym na mistrzostwach świata w Pruszkowie (2019) i mistrzostwach świata w Roubaix (2021). Na drugiej z tych imprez był też trzeci w sprincie indywidualnym, w którym lepsi byli tylko dwaj Holendrzy: Harrie Lavreysen i Jeffrey Hoogland.
Wystartował na igrzyskach olimpijskich w Tokio, gdzie Francuzi w składzie: Florian Grengbo, Sébastien Vigier i Rayan Helal zajęli trzecie miejsce w sprincie drużynowym. Na tej samej imprezie był też siódmy w sprincie indywidualnym, a w keirinie zajął 19. miejsce.